# Штайнфурт
Штайнфурт (нем. Steinfurt) — город в Германии, районный центр, расположен в земле Северный Рейн-Вестфалия. Подчинён административному округу Мюнстер. Входит в состав района Штайнфурт. Население составляет 33 901 человек (на 31 декабря 2010 года). Занимает площадь 111,42 км². Официальный код — 05 5 66 084. Город состоит из двух разъединённых частей — Бургштайнфурт и Боргхорст.

## История
Название «Штайнфурт» происходит от каменистого прохода через реку Aa (нем. Stein, камень, нем. Furt, брод). Это было одно из немногих мест, где можно было пересечь реку на повозке. 
Не позднее 1129 года один из вестфальских феодалов получил контроль над этим местом, что позволило ему взимать пошлину за проезд. Его потомки построили для охраны брода замок, который в XIII веке перешёл к графам Бентгейм. Затем на протяжении столетий город служил столицей крохотного графства Бентгейм-Штейнфурт (Бентхайм-Штайнфурт).
| Год  | Боргхорст | Бургштайнфурт |
| ---- | --------- | ------------- |
| 1793 |           | 2200          |
| 1810 | 2181      |               |
| 1820 | 2530      |               |
| 1871 |           | 3261          |
| 1910 | 8572      | 5708          |
| 1951 | 14 650    | 11 798        |
| 2004 |           | 14 883        |
| 2008 | 19 619    |               |

## Инфраструктура и экономика
Штайнфурт связан железнодорожным сообщением с Мюнстером и Энсхеде, а также автобусными маршрутами с другими близлежащими населёнными пунктами. Примерно в 25 километрах от Штайнфурта находится международный аэропорт Мюнстер-Оснабрюк (IATA: FMO).
- Замок Бургштайнфурт
- Замок Бургштайнфурт, окружённый водой
- Schlossmühle — старая водяная мельница и ресторан
- Малая церковь